# 馬斯庫塔鎮區 (伊利諾伊州聖克萊爾縣)
馬斯庫塔鎮區（英語：Mascoutah Township）是位於美國伊利諾伊州聖克萊爾縣的一個行政鎮區。

## 地方資料
根據2010年美國人口普查的數據，馬斯庫塔鎮區的面積為101.90平方千米，當中陸地面積為101.30平方千米，而水域面積為0.60平方千米。當地共有人口8633人，而人口密度為每平方千米84.72人。